# Acratocnus
Acratocnus é um gênero de bichos-preguiça terrestres extintos que viveram em Cuba e Porto Rico durante o período pleistoceno.
Ao contrário de outras preguiças pré-históricas, como o gigantesco Megatério, o Acratocnus era um animal do mesmo tamanho ou pouco maior que o bicho-preguiça atual, porém ela não passava os dias pendurada de ponta cabeça nos galhos das árvores. Era um animal terrestre, talvez semi-arbóreo.
A causa de sua extinção é incerta. A chamada era do gelo, a caça promovida pelos humanos pré-históricos, ou a competição com animais introduzidos mais tarde em seu habitat, como ratos e porcos são as causas mais prováveis.
]